# Anne Meson
Pour les articles homonymes, voir Anne.
Anne Meson ou Anne Meson-Poliakoff, dite simplement Anne, est une chanteuse, animatrice de télévision et actrice française, née le 12 mai 1975 à Paris.
Elle a été de 1989 à 1994 l'ambassadrice en France de The Walt Disney Company, succédant à Douchka Esposito.

## Biographie

### Débuts
Anne Meson est née le 12 mai 1975 d'une mère artiste russe, professeur de danse, et d'un père espagnol musicien et acrobate. Toute jeune, elle pratique la danse dans l'école de sa mère ainsi que le piano, mais aussi l’équitation.
Dès l'âge de 7 ans, elle apparaît dans plusieurs publicités à la télévision (Haribo,Yoplait en 1982) et fait de nombreux défilés de mode pour enfants pour la société Frimousse. Mais c'est en 1984 qu'elle fait réellement ses premiers pas en tant que comédienne dans le film Stress, aux côtés de Carole Laure et Guy Marchand. S'ensuivent alors trois autres films : L'amour ou presque (1985), La lettre perdue (1987) et Bernadette (1988).
En 1987, on la voit beaucoup plus au théâtre dans Le malade imaginaire avec Michel Bouquet, la comédie musicale Émilie Jolie de Philippe Chatel, L'hurluberlu avec Michel Galabru, À 50 ans elle découvrait la mer et Réveille-toi Philadelphia avec Claude Rich. Elle accompagne également Johnny Hallyday au piano sur la chanson Laura à Bercy. En 1989, elle incarne une révolutionnaire dans le spectacle de Maurice Béjart, 1789 et nous, donné au Grand Palais, à l'occasion du bicentenaire de la Révolution française.

### Succès avec Disney
1989 marque également l'entrée d'Anne chez The Walt Disney Company France. Sa carrière est alors lancée avec son premier single Oliver, qui séduit le public par son air entraînant et joyeux. Elle devient alors ambassadrice de la compagnie, et succède à Douchka Esposito (dont elle avait déjà été choriste sur l'un des derniers 45 tours, Comme le dit toujours mon père). Son premier album, dont elle est l'éponyme, sort à la fin 1990, en même temps que le 45 tours La petite sirène qui accompagne la sortie du film en salles en France. Anne y interprète notamment le générique du dessin animé Tic et Tac, les rangers du risque.
L'année suivante sort son deuxième album Demain c'est aujourd'hui (titre composé par Émile Wandelmer du groupe Gold), qui lui ouvre les portes de l'Olympia du 26 février au 15 mars 1992 pour pas moins de 36 représentations avec son spectacle « Anne au pays d'Euro Disney ». Elle chante 1, 2, 3, soleil lors de la soirée d'inauguration d'Euro Disney. Anne dira que sa première expérience de la scène l’a « décoincée », précisant :  « Un artiste se demande toujours si son public l’aime. Mon spectacle l’a confirmé. Je n’ai qu’une envie : remonter sur scène avec des musiciens et, pourquoi pas, avec une guitare et un piano puisque j’en joue ! ») 
Deux autres albums sortent au rythme annuel, Que fera la belle en 1992 et Mon plus beau rêve en 1993, dans lesquels Anne affirme une image moins enfantine. À ce sujet, elle déclara dans une interview réalisée par Eric Pavon pour le ‘’Journal de Mickey’’, qu’elle « aime beaucoup ‘’Clarisse et les étoiles’’ qui parle d’une enfant autiste, et ‘’Rock star’’ qui évoque le rêve de toutes les jeunes filles » de devenir une vedette de la chanson, ainsi que « ‘’Le pays blanc’’, une chanson pour la défense de l’Antarctique. »
Parallèlement, Anne co-anime l'émission Disney Parade sur TF1 le dimanche après-midi de janvier 1990 à août 1994 aux côtés de Jean-Pierre Foucault, et participe à l'émission de radio Quoi de neuf chez Disney avec Remo Forlani. Anne anime de nombreuses émissions spéciales parmi lesquelles Disney Noël le 25 décembre 1992 sur TF1. Elle participe aussi à la chanson Ta radio, c'est ton droit qui avait pour but de défendre Superloustic, une radio pour enfants en passe de fermeture définitive.
En 1994, la sortie d'un best-of marque sa rupture avec Disney. Elle est remplacée par Séverine Clair comme ambassadrice de Disney en France. Anne décide alors de se lancer dans une carrière plus personnelle et moins encadrée. Pendant ces cinq ans, Anne aura obtenu trois disques d'or et aura été nommée deux années consécutives aux Victoires de la musique.

### Début d'une nouvelle carrière
C'est ainsi qu'en 1995, elle présente l'émission de variétés Tarmac sur Canal J. Elle accueille sur son plateau divers invités de marque notamment le groupe Pow woW, Fred Blondin, Florent Pagny, Zazie, Renaud ou encore Pascal Obispo (parrain de l'émission). Par le biais de l'émission, Anne collabore à divers reportages sur des courants musicaux dont le rap US. Mais l'émission s'achève au bout d'une saison. Dès lors, les apparitions d'Anne se font beaucoup plus rares sur les écrans français.
En 1997, elle enregistre 3 K7 de comptines et chants de Noël chez MGF education sous le titre "Anne interprète les chansons françaises" ainsi que l'histoire raconté des trois petits cochons.
En 1998, elle part s'installer à Los Angeles et intègre la prestigieuse école du Theatre of Art. Là-bas, elle écrit sa première pièce de théâtre : Alfredo's way et réalise la même année une démo pour la bande originale du film L'Homme au masque de fer. Elle apparaît en 1999 dans une émission Hot Forme sur M6 ayant pour thème les activités exercées dans les thalassothérapies et on peut entendre sa voix dans la publicité Hollywood Chewing gum, réalisée par Tim Burton mettant en scène un nain de jardin qui s'anime.
Par la suite, elle intègre la troupe anglaise de Notre-Dame de Paris qui se produit à l'Hôtel Paris à Las Vegas où elle interprète le rôle de Fleur-de-Lys. Ce retour sur scène permet à la jeune femme de revenir en France avec la seconde troupe de Notre-Dame de Paris de 2000 à 2002 où elle interprète en alternance les rôles de Fleur-de-Lys et d'Esméralda. Anne fait aussi durant cette période une apparition sur l'album Seul de Garou, à qui elle donne la réplique dans le sulfureux Criminel.
En 2002, Anne travaille avec son frère sur un album solo aux influences bossa nova.

### Une carrière moins médiatisée
Anne s'installe ensuite en Espagne. Elle continue dans la chanson puisqu'elle collabore avec différents groupes dont les Naughty Noise avec qui elle enregistre 5 albums entre 2001 et 2012. Par ailleurs, fin 2006, deux titres d'Anne apparaissent sur les réseaux de peer-to-peer: Para no volver et Ya lo ves. Elle y chante en français.
En 2008, Anne est invitée dans l'émission Ça se discute, Stars de notre enfance : que sont-elles devenues ?, diffusée en direct sur France 2 et présentée par Jean-Luc Delarue. Elle explique la fin de sa carrière chez Disney, indiquant le fait qu'elle était "plus connue que chanteuse" et qu'elle était partie pour apprendre son métier. Elle indique également tenir une boutique de mode fonctionnant durant la période estivale et travailler le reste de l'année avec des groupes musicaux lors de tournées itinérantes.
L'année suivante, elle est à nouveau invitée par Jean-Luc Delarue dans l'émission Toute une histoire, Enfants et déjà célèbres, diffusée sur France 2. Elle revient plus en profondeur sur ses années Disney.
En 2013, elle participe au casting de la comédie musicale La Belle et la Bête en interprétant une chanson du spectacle qu'elle partagera en ligne sur Youtube. 
En 2023, Anne revient sur son parcours dans l'émission Ça commence aujourd'hui, Ados et stars : comment ont-ils géré le succès ?,  diffusée sur France 2 et animée par Faustine Bollaert ainsi qu'à travers des podcast et live internet.
Actuellement, elle se produit dans des soirées et galas où elle interprète des reprises et ses propres compositions. 

## Discographie

### Discographie Disney (1989-1994)
Albums studio
- 1990 : Anne[5] (no 12 France)
- 1991 : Demain c'est aujourd'hui[6] (no 22 France)
- 1992 : Anne au pays d'Euro Disney (no 37 France)
- 1992 : Que fera la belle[7] (no 21 France)
- 1993 : Mon plus beau rêve[8]

45 tours / CD single
- 1989 : Oliver[9] (no 3 France)
- 1990 : Si ma vie tourne bien[10] (no 48 France)
- 1990 : La petite sirène[11] (no 3 France)
- 1991 : Les p'tits loups[12] (no 12 France)
- 1991 : Bernard et Bianca au pays des kangourous [13] (no 7 France)
- 1992 : 1,2,3 soleil[14] (no 31 France)
- 1992 : Demain c'est aujourd'hui
- 1992 : Que fera la belle[15] (no 27 France)
- 1993 : Dans le bleu
- 1993 : Comme Bambi
- 1993 : Mon plus beau rêve (no 45 France)
- 1994 : Tout le monde veut devenir un cat

Compilations / Participations
- 1987 : Douchka - Comme le dit toujours mon père (chœurs)
- 1989 : Disney festival
- 1990 : Disney club la compilation
- 1991 : Superloustic - Ta radio c'est ton droit
- 1991 : Les cartoons racontés par Anne volume 1 et 2
- 1991 : Anne raconte les meilleures blagues (K7 audio issue du magazine P'tit loup no 25)
- 1992 : Bambi l'histoire racontée par Marie-Christine Barrault
- 1993 : Les plus belles chansons de Anne volume 1 et 2
- 1993 : Les chansons d'Ariel
- 1994 : Ses plus belles chansons

### Discographie post Disney
- 1997 : Anne interprète les chansons françaises volume 1, 2 et 3
- Chansons seules : Criminel (album Seul de Garou, chœurs, 2000) Ya los ves (2006), Para no volver (2006), Vertigo (2010)

Naughty noise
- 2001 : New bauhaus ("Alter ego", "Borderline", "Walk alone" et "Facendo l'amore")
- 2005 : Mind your head ("Odalisque")
- 2008 : Sinestesia
- 2011 : Xenology ("Kornelia" et "Story")
- 2012 : Codicia

## Filmographie
- 1984 : Stress de Jean-Louis Bertuccelli
- 1985 : L'amour ou presque de Patrice Gautier
- 1987 : La lettre perdue de Jean-Louis Bertuccelli
- 1988 : Bernadette de Jean Delannoy

### Publicités
- Galettes St Michel - Le miracle
- Rivoire et Carret
- Yoplait - Calins
- Haribo
- Ricoré
- Hollywood Chewing Gum - Nain de jardin (voix off chantée) 1998

## Théâtre et comédie musicale
- 1984 : Émilie Jolie de Philippe Chatel
- 1987 : L'hurluberlu de Jean Anouilh, mise en scène de Gérard Vergez au Théâtre du Palais-Royal
- 1987 : Le malade imaginaire de Molière, mise en scène de Pierre Boutron, rôle de Louison au Théâtre de l'Atelier
- 1987 : À 50 ans elle découvrait la mer de Denise Chalem
- 1988 : Réveille-toi Philadelphia de François Billetdoux, mise scène de Jorge Lavelli, en alternance, au Théâtre de la Colline
- 1989 : 1789 et nous, chorégraphie et mise en scène de Maurice Béjart, au Grand Palais
- 1999 : Notre-Dame de Paris de Luc Plamondon et Richard Cocciante, rôle de Fleur-de-Lys à l'hôtel Paris à Las Vegas
- 2001 : Notre-Dame de Paris de Luc Plamondon et Richard Cocciante, rôle de Fleur-de-Lys et Esméralda (en alternance) au Théâtre Mogador